# Фёрдер, Иешаяху
Иешаяху Фёрдер (ивр. יְשַׁעְיָהוּ פוֹרְדֶר‎; при рождении Герберт Фёрдер; 25 марта 1901, Шарлоттенбург, Пруссия — 9 июня 1970, Израиль) — израильский общественный и политический деятель, экономист. Депутат кнессета 1-го, 2-го, 3-го созывов. CEO и председатель совета директоров Банка Леуми.

## Биография
Родился 25 марта 1901 года в городе Шарлоттенбург, Германская империя (ныне район Берлина) в семье Ивана (Ицхака) Фёрдера и его жены Хелены. Изучал экономику и право в Фрайбургском университете, Гейдельбергском университет и Кёнигсбергском университете. Доктор права (1916).
В 1926—1931 годах работал адвокатом в Берлине. Занимался сионистской деятельностью, был членом руководства Всемирной сионистской организации в Германии. В 1933 году репатриировался в Подмандатную Палестину, был одним из основателей и первым генеральным директором строительной компании «Раско». В 1944 году был избран депутатом Законодательного собрания Британской Палестины четвёртого созыва (1944) от партии «Алия хадаша», был членом Ваада Леуми.
Был одним из лидеров «Прогрессивной партии» Израиля. В 1949 году избран депутатом кнессета 1-го созыва от «Прогрессивной партии», затем входил в состав кнессета 2-го (вместо ушедшего в отставку Авраама Гранота), 3-го созывов от той же партии. В разное время работал в комиссии по экономике и финансовой комиссии. В 1957 году подал в отставку с поста депутата кнессета перешел на работу в Банк Леуми, его мандат перешел Иоханану Коэну.
Работал CEO и председателем совета директоров Банка Леуми.
В 1926 году женился на Гертруде Симон, в браке родилась дочь Мирьям.
Умер 9 июня 1970 года.